# Матвеевка (Весёловский район)
Матве́евка (укр. Матвіївка) — село,
Матвеевский сельский совет,
Мелитопольский район,
Запорожская область,
Украина.
Код КОАТУУ — 2321283401. Население по переписи 2001 года составляло 915 человек.
Является административным центром Матвеевского сельского совета, в который, кроме того, входит село
Восход.

## Географическое положение
Село Матвеевка находится на расстоянии в 2,5 км от села Александровка (Михайловский район) и в 3,5 км от села Восход.
Через село проходят автомобильные дороги Т-0811 и Т-0818.

## История
- 1842 год — дата основания.
- Село основано государственными крестьянами, выходцами из села Тимашевка Мелитопольского уезда Таврической губернии и Курской губернии.

- 1943 год — В годы Великой Отечественной войны (1941-1945) располагался Штаб Главнокомандующего 4-м Украинским Фронтом Генерала Армии Толбухина Фёдора Ивановича с 29 октября по 9 ноября 1943 года.

## Экономика
- «Агро-Юнион 2», ООО.
- «Искра», КСП.

## Объекты социальной сферы
- Матвеевская Общеобразовательная школа І - ІІІ ст.
- Дом культуры.
- Фельдшерско-акушерский пункт.
- Церковь Архангела Михаила.
- Мемориал и воинская братская могила 12 советских воинов Великой Отечественной войны 1941-1945гг..
- Дом где располагался Командный Пункт 4-го Украинского фронта Генерала Армии Федора Ивановича Толбухина с 30 октября по 9 ноября 1943 года.